# Gatunek zagrożony

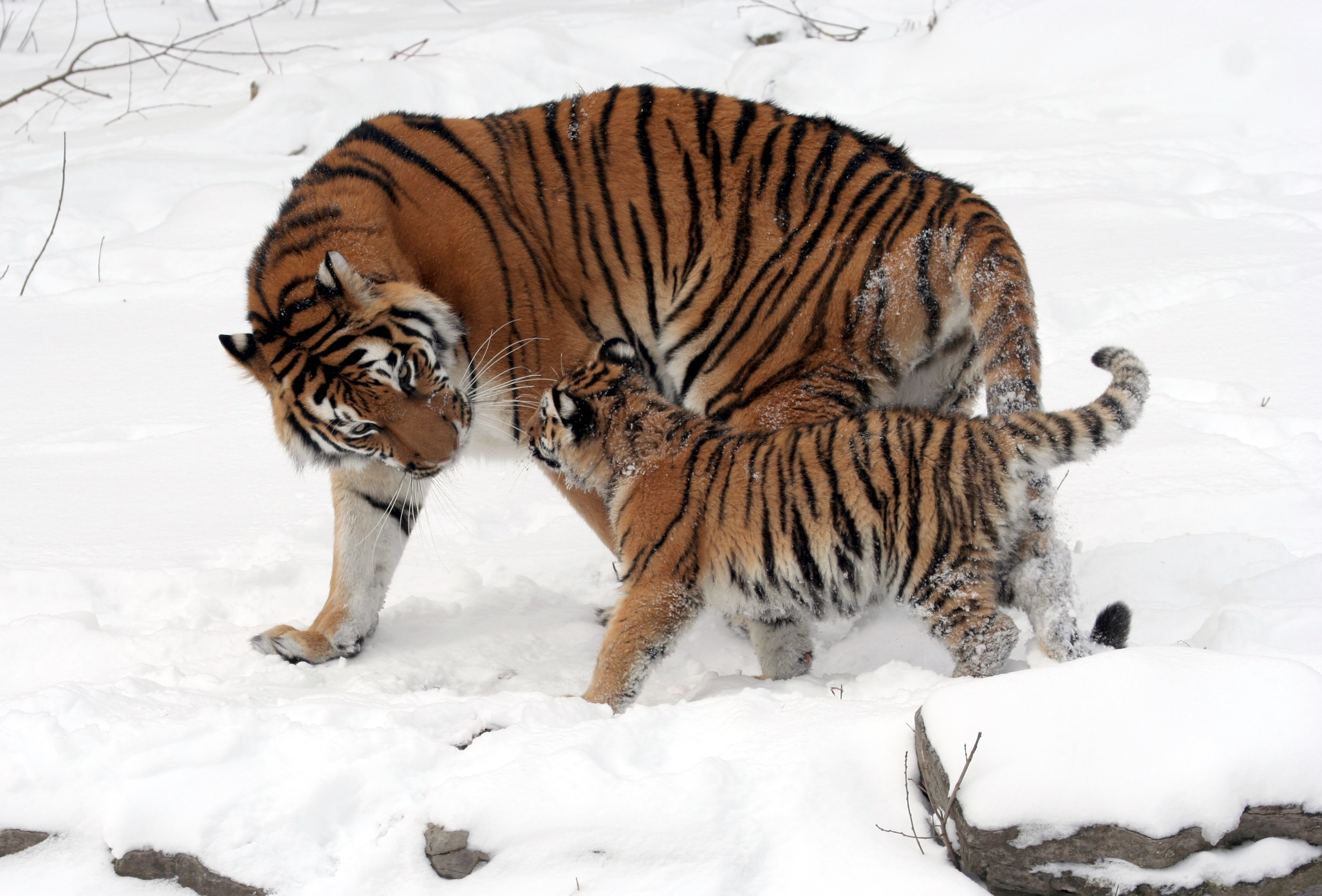
Tygrys syberyjski - podgatunek zagrożony (EN):

Gatunek zagrożony lub podgatunek zagrożony (ang. endangered – akronim: EN) – w znaczeniu ogólnym gatunek lub podgatunek w większym lub mniejszym stopniu zagrożony wyginięciem, w wąskim znaczeniu jedna z kategorii zagrożenia stosowanych do klasyfikacji gatunków lub podgatunków zagrożonych wyginięciem.

## Znaczenie ogólne
Gatunki lub podgatunki mogą być zagrożone wyginięciem z przyczyn naturalnych lub z powodu działań człowieka. W celu ograniczania wymierania gatunków wiele krajów wprowadziło prawo chroniące zagrożone gatunki, zabraniające polowań i zajmowania ich siedlisk na inne cele. Do podstawowych działań zmierzających do ochrony różnorodności biologicznej należy ewidencjonowanie gatunków lub podgatunków zagrożonych. W tym celu tworzone są Czerwone Księgi lub Listy odnoszące się do regionów, państw, kontynentów i całego świata. Aktualizowana Czerwona księga gatunków lub podgatunków zagrożonych na Ziemi (IUCN Red List) prowadzona jest przez Międzynarodową Unię Ochrony Przyrody (IUCN). Na liście tej zdefiniowane są trzy kategorie obejmujące gatunki lub podgatunki zagrożone wyginięciem: gatunek lub podgatunek narażony (VU), gatunek zagrożony (w wąskim znaczeniu; EN) i gatunek lub podgatunek krytycznie zagrożony (CR).
Szczegółowe kryteria i precyzyjna metodyka klasyfikacji do kategorii zagrożenia opracowana przez IUCN spowodowała, że te same, ujednolicone kryteria stosowane są coraz powszechniej na całym świecie. Ubocznym, niepożądanym skutkiem umieszczania gatunków na listach gatunków zagrożonych jest wzrost ich wartości handlowej i większe zainteresowanie ze strony kłusowników i kolekcjonerów.

## „Gatunek zagrożony” jako kategoria zagrożenia
Termin „gatunek zagrożony” (ang. endangered – EN) stanowi jedną z kategorii w klasyfikacji gatunków zagrożonych opublikowanych przez IUCN i przyjmowanym powszechnie do stosowania w różnej rangi i różnego zasięgu Czerwonych Księgach i Listach. Kategoria ta obejmuje gatunki, wobec których stwierdzono wysokie ryzyko wymarcia w warunkach naturalnych i które spełniają przynajmniej jedno ze ściśle zdefiniowanych kryteriów odnoszących się do zasięgu, liczebności i dynamiki populacji.
Kryteria kwalifikujące do kategorii gatunku zagrożonego (EN – endangered)
A. Redukcja populacji w jednej z następujących form:
1. Stwierdzona, oszacowana, wywnioskowana lub przewidywana redukcja zasobów populacji o co najmniej 70% w ostatnich 10 latach lub trzech pokoleniach, w przypadku gdy przyczyna wymierania i możliwości jej usunięcia są znane i odwracalne
2. Stwierdzona, oszacowana, wywnioskowana lub przewidywana redukcja zasobów populacji o co najmniej 50% w ostatnich 10 latach lub trzech pokoleniach, w sytuacji gdy przyczyna wymierania i możliwości jej usunięcia są nieznane lub nieodwracalne
3. Przewidywana lub prognozowana redukcja o co najmniej 50% w następnych 10 latach lub trzech pokoleniach (ewentualnie wliczając też lata minione)
B. Ograniczenie zasięgu lub areału występowania:
1. Zasięg geograficzny występowania mniejszy niż 5 tys. km² przy jednoczesnym spełnianiu dwóch z trzech poniższych kryteriów:
a. zasięg silnie rozdrobniony lub gatunek znany jedynie z nie więcej jak 5 stanowisk
b. stwierdzono zmniejszanie się zasięgu i liczby stanowisk, pogarszanie się jakości siedlisk gatunku, zmniejszanie zasobów populacji lub liczby okazów dorosłych
c. występują znaczne fluktuacje zasięgu, liczby stanowisk, zasobów populacji i liczby okazów dorosłych
2. Obszar zasiedlony przez gatunek mniejszy niż 500 km² przy jednoczesnym spełnianiu dwóch z trzech poniższych kryteriów:
a. zasięg silnie rozdrobniony lub gatunek znany jedynie z nie więcej jak 5 stanowisk
b. stwierdzono zmniejszanie się zasięgu i liczby stanowisk, pogarszanie się jakości siedlisk gatunku, zmniejszanie zasobów populacji lub liczby okazów dorosłych
c. występują znaczne fluktuacje zasięgu, liczby stanowisk, zasobów populacji i liczby okazów dorosłych
C. Populacja szacowana na mniej niż 2500 dojrzałych osobników oraz:
1. Tempo spadku co najmniej 20% w ciągu pięciu lat lub dwóch pokoleń, lub
2. Obserwowany, wywnioskowany lub prognozowany postępujący spadek liczebności populacji i jednocześnie albo brak subpopulacji liczących ponad 250 dojrzałych osobników lub co najmniej 95% dojrzałych osobników tworzy jedną subpopulację.
D. Ogólne zasoby gatunku nie przekraczają 250 dojrzałych osobników.
E. Analizy wykazują prawdopodobieństwo wymarcia gatunku w naturze wynoszące co najmniej 20% w ciągu następnych 20 lat lub 5 generacji (jeśli ich czas trwania jest dłuższy, ale w perspektywie nie dłuższej niż 100 lat).